# Shelderton
Shelderton – osada w Anglii, w hrabstwie Shropshire. Leży 36 km na południe od miasta Shrewsbury i 213 km na północny zachód od Londynu.